# Barney y sus amigos
Barney y sus amigos (título original en inglés: Barney & Friends) es una serie de televisión infantil en la cual un gran dinosaurio morado vive aventuras junto a sus amigos. Se estrenó el 6 de abril de 1992 por PBS, y cuenta con el personaje del título de Barney, un Tyrannosaurus rex antropomórfico morado que transmitía mensajes educativos a través de canciones y rutinas de baile.

## Origen y desarrollo
Barney fue creado en 1987 por Sheryl Leach. Se le ocurrió la idea para el programa tomando en cuenta los programas de televisión que ella sentía serían la educación y la apelación a su hijo. Leach entonces, reunió a un equipo quienes habían creado una serie de videos caseros, Barney and the Backyard Gang, también protagonizada por la actriz Sandy Duncan en los tres primeros vídeos. Más tarde,  los personajes, Baby Bop, BJ, y Riff se unirían al programa.
Aunque los videos originales eran solo un éxito modesto fuera de Texas, Barney se convirtió en un gran éxito cuando el personaje y el formato fueron mejorados para la serie de televisión y fueron recogidos por el Public Broadcasting Service (PBS), debutando como Barney y sus amigos en 1992. La serie fue producida por Lyrick Studios (comprado por HIT Entertainment) y Connecticut Public Televisión. Por varios años, el show fue grabado en las instalaciones de Color Dynamics Studios en Greenville Avenue y Bethany Drive en Allen, después del cual se trasladó a The Studios en Las Colinas en Dallas, Texas, y luego Carrollton, Texas, un suburbio de Dallas. 
La serie de televisión y los vídeos se distribuye actualmente[¿cuándo?] por HIT Entertainment y Lionsgate, mientras que la serie de televisión es producida por WNET de 2006 a 2009. Sheryl Leach abandonó la serie en 2002 después de que HIT Entertainment adquiriera la compañía Lyrick Studios.
En 2023 Mattel anunció una serie animada que será el relanzamiento del personaje, prevista para 2024.

## Formato

### Secuencia de apertura
La serie comienza con el tema (sobre los clips de varios episodios) y la tarjeta de título antes de que se disuelva en la escuela. Los niños son vistos haciendo una actividad, de vez en cuando en relación con el tema del episodio. Los niños imaginan algo y Barney vuelve a la vida de un muñeco de peluche, transformándose en el "verdadero" Barney, la forma en que se aparece a los niños mientras ellos están imaginando.

### Secuencia principal
Aquí, la trama principal del episodio tiene lugar. Barney y los niños aprenden sobre el tema principal del episodio, con Baby Bop, BJ, o Riff que aparece durante los episodios en numerosas canciones temáticas relacionadas con el tema aparece en la serie. Los roles de Baby Bop, BJ y Riff han crecido en las últimas temporadas y episodios de riesgo más adelante fuera de la escuela a otros lugares dentro del vecindario y de otros países de todo el mundo.

### Secuencia de cierre
Barney concluye con un mensaje final, seguido de la canción "Te Quiero", luego los niños se despiden de él y se van. Barney vuelve a disolverse en su forma original de peluche y le guiña un ojo a la audiencia.

#### Créditos de cierre
La secuencia pasa a Barney dice (solo en las temporadas 1 a 8 y 12), donde Barney, que está fuera de la pantalla, narra lo que él y sus amigos habían hecho ese día, junto con instantáneas del episodio. Luego Barney cierra la sesión antes de que pasen los créditos.
En las temporadas 3 a 8 y 12, aparece más tarde en pantalla diciendo "Y recuerda que te quiero", mientras suenan las primeras tres notas de "I Love You", y se despide antes de que pasen los créditos.

## Reparto
| Personajes |                            |                     |                                    |
| Barney     | Bob West                   | José Carlos Moreno  | 1ª-2ª                              |
| Barney     | Bob West                   | José Carlos Moreno  | 3ª-6ª                              |
| Barney     | Tim Dever                  | Rubén Cerda         | 2000-2002 (Algunos videos caseros) |
| Barney     | Duncan Brannan (canciones) | Rubén Cerda         | 2000-2002 (Algunos videos caseros) |
| Barney     | Dean Wendt                 | Rubén Cerda         | 7ª-13ª                             |
| Baby Bop   | Julie Johnson              | Elsa Covián         | 1ª-13ª                             |
| B.J.       | Patty Wirtz                | Love Santini        | 2ª-13ª                             |
| Riff       | Michaela Dietz             | Claudia Bramnfsette | 10ª-13ª                            |

## Críticas
Aunque el programa ha sido criticado por una supuesta falta de valor educativo, los investigadores de Yale Dorothy y Jerome Singer han concluido que los episodios contienen una gran cantidad de material apropiado para la edad para la Educación, llamando al programa un "modelo de lo que la televisión preescolar debe ser."

Una crítica específica es la siguiente:

"Su programa no ayuda a los niños para aprender a lidiar con los sentimientos y las emociones negativas como señala el comentarista, el verdadero peligro de Barney es 'la negación:.. La negativa a reconocer la existencia de realidades desagradables para junto con su dieta constante de risa y el amor incondicional, Barney le ofrece a nuestros hijos un mundo unidimensional, donde cada uno debe ser feliz y todo lo que debe ser resuelto de inmediato.'"

Barney y sus amigos clasificado en el puesto 50 en la lista de 2002 de TV Guide de los 50 peores programas de televisión de todos los tiempos.

## Personajes

### Dinosaurios
- Barney: El personaje principal es caracterizado por un Tiranosaurio rex morado y verde que se asemeja a los animales de peluche, que cobra vida a través de la imaginación de un niño. Su tema musical es "Barney es un Dinosaurio" (Barney is a Dinosaur), que se canta con la melodía de "Yankee Doodle". Barney cita con frecuencia cosas como "¡Súper Estupendo!". En los episodios con frecuencia termina con la canción "Te Quiero" (I love you), cantado con la melodía de "This Old Man", que pasa a ser la canción favorita de Barney.[cita requerida] A pesar de ser un dinosaurio de tipo carnívoro, Barney le gusta muchos tipos de comidas como frutas y verduras, pero su principal favorita es un sándwich de crema de cacahuate y mermelada con un vaso de leche. También le encanta las bandas de música y los desfiles.[cita requerida]
- Baby Bop: Es una Triceratops verde y fucsia de 3 años de edad.[cita requerida] Baby Bop ha participado en el programa desde el 29 de julio de 1991, debutó en el vídeo "Barney En Concierto" (Barney in Concert) y en ese entonces tenía 2 años de edad. Lleva un lazo rosa y zapatillas de ballet rosas, y lleva una manta de seguridad de color amarillo. Ella canta la canción "Mi Cobijita Amarilla" (My yellow blankie) para mostrar lo mucho que su manta de seguridad significa para ella. Sus comidas favoritas son los macarrones con queso y  la pizza.[cita requerida] Ella es la hermana menor de B.J.
- B.J.: Es un Protoceratops amarillo y verde de 7 años de edad,[cita requerida] B.J. ha participado en el programa desde 27 de septiembre de 1993 y en ese entonces tenía 6 años de edad. Él es el hermano mayor de Baby Bop. Su tema musical es "Canción de B.J." (B.J.'s song). Lleva una gorra roja de béisbol y zapatillas rojas. Él perdió su sombrero en el episodio "¡Quitale el sombrero a B.J.!" (Hats off, B.J.!), y, a veces dice cosas para ocultar sus temores (por ejemplo, en el video "La Fiesta de Halloween" (Barney's Halloween Party), se sorprendió por las arañas de papel y después de enterarse de que eran falsas). Los pepinillos son su comida favorita y por eso, las ha probado en diferentes formas, como en la pizza (también con pepperoni, pimientos, piña y crema de cacahuate).
- Riff: Es un Hadrosaurio naranja y amarillo de 6 años de edad,[cita requerida] que es primo de Baby Bop y B.J. Riff ha participado en el programa desde 6 de septiembre de 2006 y en ese entonces tenía 5 años de edad. Lleva zapatillas de deporte de color verde. Su tema musical es "Oigo Música en Todas Partes" (I hear music everywhere). A Riff le encanta la música y es en casi todo lo que hace. En el episodio "Barney - Juguemos a los Bomberos", se reveló que Riff también le gusta inventar cosas; creó un detector de humo de cuatro sonido (los tres primeros eran diferentes sonidos de alarma y la final su propia voz). Está demostrado que tiene un interés en bandas de música y desfiles.[cita requerida]

Animales
- Señorita Etta Kate, una pájara violeta clara.
- Scooter McNutty, una ardilla café.

### Adultos
Los adultos en el programa aparecen como maestros, narradores de cuentos, u otros personajes.

#### Múltiples apariciones
| Personaje           | Nombre real                                   | Descripción y apariciones |
| ------------------- | --------------------------------------------- | --- |
| Mother Goose        | Sandy Walper, Michelle McCarel, Julie Johnson | La maestra de la rima misma aparece en los episodios "Mama Gansa", "Honk! Honk! A Goose On The Loose", "Una pequeña Mamá Gansa", y "La Gran Sorpresa de Barney". |
| Stella la Narradora | Phyllis Cicero                                | Stella viaja por todo el mundo, recogiendo nuevas historias que contar Barney y sus amigos, entre otras personas. Ella apareció en varios episodios de la Temporada 3 a la temporada 6. Stella volvió a aparecer en el video Lo Mejor de Barney (The Best Of Barney), donde le dio a Barney un álbum de fotos que hizo ella misma de sus amigos en los últimos años.                     |
| Profesor Tinkerputt | Barry Pearl                                   | Él apareció en La Isla de la Imaginación y en el escenario del show Barney's Big Surprise. Profesor Tinkerputt no quería compartir sus juguetes inventados, hasta que Barney y los niños le mostraron que las cosas buenas suceden cuando se comparte. Por esta razón, Tinkerputt la izquierda La Isla de la Imaginación con Barney y los otros y comenzó una nueva fábrica de juguetes. |
| Tomie dePaola       | Tomie dePaola                                 | La famosa autora de niños también es buena amiga de Barney y sus amigos se reúne en los episodios que aparece en, que son "Picture This", "It's Raining, It's Pouring" y "Él es Mi Hermano, Ella es Mi Hermana". |
| Mamá                | Sandy Duncan                                  | La madre de Michael y Amy en los videos Barney and the Backyard Gang. |
| Conner              | James Pianer                                  | Su nombre completo es James Pianer y tiene una sobrina llamada Coner. Primero trabajó como conserje en las temporadas 3 a 6 y como encargado del parque en las temporadas 7 y 8. |
| David               | Robert Hurtekant                              | David es un chico en silla de ruedas, que apareció en dos episodios al principio cada uno, "Falling for Autumn!" y "Shawn and the Beanstalk". Nunca apareció con o vio a Barney quien mucho antes de convertirse en un dinosaurio real. |

#### Invitados en un solo episodio
| Personaje              | Interpretado por                         | Episodio/descripción |
| ---------------------- | ---------------------------------------- | --- |
| Tía Rachel             | Saint Adeogba                            | La tía de Ashley y Alissa del episodio "La visita de la tía Raquel". |
| Tía Molly              | Mary Ann Brewer                          | La tía de Julie que apareció en el episodio "El Zoológico Alfabeto". |
| Bombero Frank          | Frank Crim                               | Un bombero real que apareció en el episodio "Quisiera ser bombero". |
| Doc                    | Luis Manuel Pelayo                       | Un amigo cercano de Barney, que ama nada que ver con el número 1. Él apareció en el episodio "Buenos modales".                                                                                        |
| Teri Garr              | Teri Garr                                | Ella fue invitada en Barney's First Adventures. |
| Melissa Gilbert        | Melissa Gilbert                          | Ella fue invitada en Barney's First Adventures. |
| Rebecca Garcia         | Rebecca García                           | Una bailarina mexicana que apareció en el episodio "¡Hola México!". |
| Ella Jenkins           | Ella Jenkins                             | Cantante de niños y una amiga de Barney, que apareció en el episodio "Una Sorpresa Muy Especial". |
| Captain Kangaroo       | John McDonough                           | El anfitrión de televisión infantil fue invitado en Barney's First Adventures. |
| Sr. Repartidor         | Mark S. Bernthal                         | Un repartidor que le entregó un paquete a Barney en el episodio "Todos Somos Especiales". |
| Mamá de Tosha          | J.D. Mosley                              | Madre de Tosha, quien trajo a sus gemelos con su padre en el episodio "Una Sorpresa Muy Especial". |
| Mamá de Tina           | Sonya Resendez                           | Ella apareció en Barney's Campfire Sing-Along. |
| Joe Scruggs            | Joe Scruggs                              | Un músico de niños que apareció en el episodio "El Circo". Lyrick Studios poseía los derechos de su música a mediados de los finales de 1990[cita requerida].                                         |
| James Turner           | James Turner                             | Un cantante que apareció en el episodio "Eat, Drink and Be Healthy!" |
| Farmer Henderson       | Max Vaughan                              | Amigo agricultor de Barney que apareció en el episodio "Down on Barney's Farm" con un montón de animales.                                                                                             |
| Rainbowbeard el Pirata | Stephen White                            | Un pirata misterioso que dejó su tesoro para Barney y los niños para encontrar en el episodio "El tesoro".                                                                                            |
| Princesa Zulie         | Alexander Hairston                       | La princesa de la Tierra de hacer creer, que Barney y los niños tienen que volver a casa en el video The Land Of Make Believe.                                                                        |
| Patty                  | Donna Kraft                              | Amigo ciego de Luci del episodio "1-2-3-4-5 Senses". |
| Nana de Kathy          | Jane Hall                                | Abuela de Kathy, quien apareció en el episodio "Grandparents Are Grand!" |
| Granddad Richards      | Cliff Porter                             | El abuelo de Derek del episodio "Grandparents Are Grand!" |
| Papá de Tosha          | David J. Courtney                        | Padre de Tosha, quien trajo a sus hermanos gemelos en el episodio "A Very Special Delivery", junto con la mamá de Tosha. Él hace una breve aparición en el especial Barney's Imagination Island.      |
| Doug y Becky           | Doug y Becky de marionetas de Kathy Burk | Intérprete de marioneta que apareció en el episodio "Grown Ups For A Day". |
| Joe Ferguson           | Joe Ferguson                             | Un narrador que viene a visitar en el episodio "Mis Juguetes Favoritos". |
| Jordan Kaufman         | Jordan Kaufman                           | Un niño con Síndrome de Down en el episodio "Stop, Look and Be Safe" al comienzo. |
| Old King Cole          | DeWayne Hambrick                         | Uno de los amigos de Barney, que vive en un castillo. Él viene a visitar la casa del árbol en el episodio "A Royal Welcome" y hace una aparición en el escenario del show La Gran Sorpresa de Barney. |

### Niños
Con los años, más de un centenar de niños han aparecido como miembros del reparto en la serie.[cita requerida] Barney y sus amigos utiliza sobre todo el talento local con base y alrededor de Norte de Texas y Dallas-Fort Worth metroplex[cita requerida]. Algunos niños notables que han aparecido en Barney y sus amigos y en otros medios de Barney son:
- Tory Green (Sarah en Barney's Colorful World)
- Trevor Morgan (Cody en La Gran Aventura de Barney, 1998)
- Madison Pettis (Bridget durante la Temporada 10)
- Kyla Pratt (Marcella en La Gran Aventura de Barney, 1998)
- Diana Rice (Abby en La Gran Aventura de Barney, 1998)
- Austin Lux (Ben durante la Temporada 13)
- Mariah Snyder (Allison durante la Temporada 10)
- Riley Morrison (Miguel durante la Temporada 9)
- Nonnie (Invitada interpretó el papel de Halle en Barney y sus amigos)
- Hunter Pecunia (Rachel en Barney y sus amigos temporadas 9, 10, y 11)
- Makayla Crawford (Kami en Barney y sus amigos temporadas 7, 8, y 9)
- Chase Gallatin (Stephen en Barney y sus amigos temporadas 3, 4, 5, y 6) (1995-2000)
- Lucien Douglas (Chip en Barney y sus amigos temporadas 4, 5, y 6)
- Erica Danielle Rhodes (Kim en Barney y sus amigos temporadas 4, 5, y 6)
- Marisa Kuers (Hannah en Barney y sus amigos temporadas 4, 5, y 6)
- Austin Ball (Jeff en Barney y sus amigos temporadas 1997-2000, hasta 2002 en vídeos)
- Angel Velasco (Robert en Barney y sus amigos temporadas 1997-2000, hasta 2002 en vídeos)
- Mera Baker (Keesha en Barney y sus amigos temporadas 4, 5, y 6)
- Jeffrey Hood (Danny en Barney y sus amigos temporadas 1997-2000, hasta 2002 en vídeos)
- Daven Wilson (Jackson en Barney y sus amigos temporadas 2003-2006)
- Sara Hickman (Kristen en temporadas 1997-1998)
- Hannah Owens (Emily en temporadas 1998-2000)
- Monté Black (Curtis en temporadas 1997-1998)
- Maurie Chandler (Ashley en temporadas 1997-1998)
- Monet Chandler (Alissa en temporadas 1997-1998)
- Demi Lovato (Angela en temporadas 2002-2004)
- Fernanda Azud (Gloria en temporadas 2003-2004)
- Selena Gomez (Gianna en temporadas 2002-2004)
- Lujan Ayalann (Kiani en temporadas 2003-2004)
- Zachary Soza (Mario en temporadas 2002-2004)
- Alex Wilson (Scott en temporadas 2002-2004)
- Zachary Fountain (Tony en temporadas 2002-2004)
- Hayden Tweedie (Sarah en temporadas 2002-2004)
- Kayla S. Levels (Whitney en temporadas 2002-2004)
- Katherine Pully (Beth en temporadas 2002-2004)
- Deborah Cole (Emma en temporadas 2008-2009)

### Títeres
Han sido recurrentes los personajes de marionetas, sobre todo en las temporadas 4-6.
- Scooter McNutty (Todd Duffy) es una ardilla café con una nariz larga.
- Señora Etta Kette (Brice Armstrong) es una ave lavanda, cuyo nombre se basa en la palabra "Etiqueta".
- Booker T. Bookworm (Earl Fisher) un gusano naranja que vive en la biblioteca de la escuela.
- Clarence, la mascota ganso de Mother Goose.

## Películas y especiales

### Películas
- La Gran Aventura de Barney (1998) (Película de cine, protagonizada por Trevor Morgan, Kyla Pratt y Diana Rice)
- La Gran Sorpresa de Barney (1998)

### Especiales
- La Isla de La Imaginación (1994)
- Barney en vivo en Nueva York (1994)
- El Maravilloso Mundo Que Compartimos (1999)
- Navidad Mágica de Barney (1999)
- El Super Circo de Barney (2000)
- El Castillo Musical de Barney (2001)
- Vamos al Zoológico con Barney (2001) (Solo película distribuida por Lyrick Studios y HIT Entertainment)
- Puedes Ser Lo Que Tú Quieras (2002)
- Fiesta En La Playa (2002)
- Es Divertido Transportarse (2002)
- Barney en la Tierra de los Espejismos (2005) (Dirigido por Fred Holmes)

### Documentales
| Título                  | Estado | Notas                                                                    |
| ----------------------- | --- | ------------------------------------------------------------------------ |
| I Love You, You Hate Me | Disponible en Peacock (incluido Puerto Rico), el documental también está disponible en Canadá (excepto Quebec) (Lifetime)) y en MENA (Yes Israel y Showmax África). | En el doblaje al español latinoamericano, las canciones fueron dobladas. |

## Música
La mayoría de los álbumes de Barney y sus amigos cuentan con la voz de Bob West como la voz de Barney, sin embargo, el reciente álbum The Land of Make-Believe tiene la voz de Dean Wendt. Barney y sus amigos cuenta con canciones variadas, más de 700 canciones han aparecido durante el transcurso de todo el programa a través de los años. Su canción más famosa es "I Love You" ("Te Quiero" en español). Su estilo fue reportado por Amnistía Internacional en 2004 tras ser usado por el ejército estadounidense.